# Ригидопорус ильмовый
Rigidoporus ulmarius (лат.) — гриб рода Rigidoporus. Распространён в Европе. Фитопатоген широколиственных деревьев, особенно часто встречается на вязе.

## Описание
Плодовое тело — белое, бугристое, исключительное твёрдое. Более старые грибы могут быть покрыты зелёными водорослями или частично покрыты растительностью. Часто врастают в траву, ветки и т.д.
Трубчатый слой 1—5 мм, от розового до оранжевого у молодых грибов, с возрастом становится коричневым. Слои разделены контрастными белыми полосами мякоти. Поры 5—8 мм с возрастом меняются от красно-оранжевого до глинисто-розового. Споры светло-жёлтые, сферические, 6—7,5 мкм в диаметре. Структура гифов мономитическая. Растут у оснований отмирающих стволов деревьев, как правило вяза. Многолетние, широко распространены в Европе. Несъедобен.

## Синонимы
- Boletus ulmarius Sowerby, 1797
- Coriolus actinobolus (Mont.) Pat., 1903
- Fomes geotropus (Cooke) Cooke, 1885
- Fomes ulmarius Fr., 1874
- Fomes ulmarius (Sowerby) Gillet, 1878
- Fomitopsis ulmaria (Sowerby) Bondartsev & Singer, 1941
- Haploporus cytisinus (Berk.) Domanski, 1973
- Leucofomes ulmarius (Sowerby) Kotl. & Pouzar, 1957
- Mensularia ulmaria (Sowerby) Lázaro Ibiza, 1916
- Microporus actinobolus (Mont.) Kuntze, 1898
- Placodes incanus Quél., 1886
- Placodes ulmarius (Sowerby) Quél., 1886
- Polyporus actinobolus Mont., 1854
- Polyporus cytisinus Berk., 1836
- Polyporus fraxineus Lloyd, 1915
- Polyporus geotropus Cooke, 1884
- Polyporus sublinguaeformis Schulzer, 1882
- Polyporus ulmarius (Sowerby) Fr., 1821
- Polystictus actinobolus (Mont.) Cooke, 1886
- Rigidoporus geotropus (Cooke) Dhanda, 1981
- Rigidoporus geotropus (Cooke) Imazeki, 1955
- Scindalma cytisinum (Berk.) Kuntze, 1898
- Scindalma geotropum (Cooke) Kuntze, 1898
- Scindalma ulmarium (Sowerby) Kuntze, 1898
- Ungulina cytisina (Berk.) Murashk., 1940
- Ungulina incana (Quél.) Pat.,2 1900
- Ungulina ulmaria (Sowerby) Pat., 1900